# (2335) James
(2335) James (1974 UB) ist ein Asteroid des inneren Hauptgürtels, der am 17. Oktober 1974 von der US-amerikanischen Astronomin Eleanor Helin am Palomar-Observatorium etwa 80 Kilometer nordöstlich von San Diego, Kalifornien (IAU-Code 675) entdeckt wurde.

## Benennung
(2335) James wurde nach dem  Astronomen James G. Williams benannt, der auf Himmelsmechanik spezialisiert ist.